# Peter von der Osten-Sacken (Theologe)
Peter von der Osten-Sacken, vollständig Peter Christian Freiherr von der Osten-Sacken und von Rhein (* 3. März 1940 in Gnojau; † 28. Juni 2022 in Berlin), war ein deutscher evangelischer Theologe.

## Leben

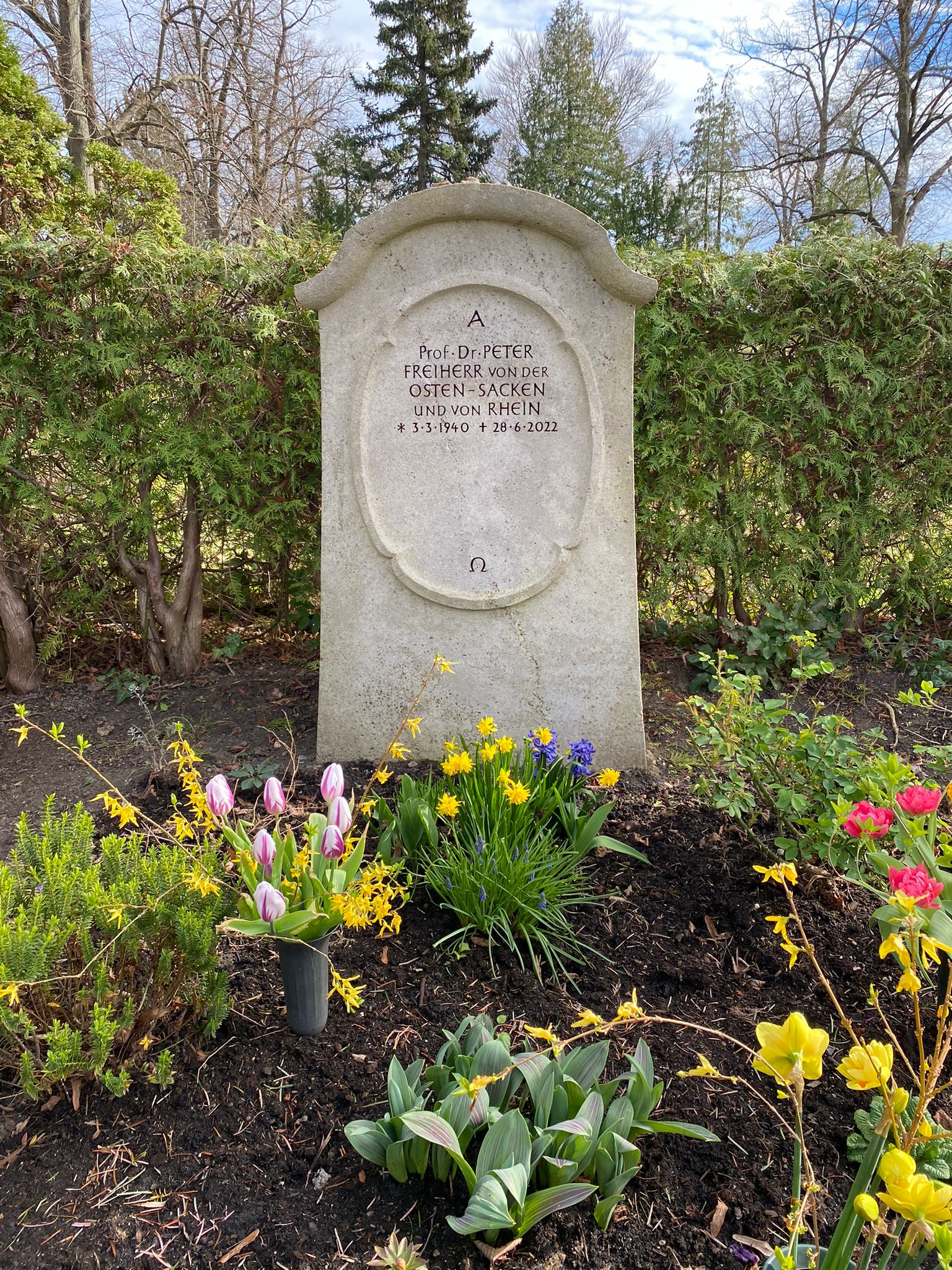
Grabstätte auf dem Friedhof Lankwitz

Peter von der Osten-Sacken entstammte dem deutsch-baltischen Adelsgeschlecht von der Osten-Sacken. Nach der Umsiedlung der Deutsch-Balten ins Deutsche Reich kam die Familie in den Reichsgau Danzig-Westpreußen, wo Peter von der Osten-Sacken 1940 geboren wurde. Er absolvierte das Abitur am Ernestinum Celle und studierte Evangelische Theologie in Göttingen, Kiel und Heidelberg. 1967 wurde er in Göttingen mit einer Arbeit über die Schriftrollen vom Toten Meer promoviert. 1968 absolvierte er ein halbjähriges Vikariat bei Göttingen. 1973 folgte, ebenfalls in Göttingen, die Habilitation mit einer Arbeit über die paulinische Theologie. Von 1973 bis 1993 war er Professor für Neues Testament an der Kirchlichen Hochschule Berlin (West), deren Rektor er von 1980 bis 1982 war. Nach der Fusion der Kirchlichen Hochschule mit der theologischen Fakultät der Humboldt-Universität war von der Osten-Sacken bis zu seiner Emeritierung im Jahr 2005 Professor für Neues Testament und Christlich-Jüdische Studien an der Humboldt-Universität.
Von 1974 bis 2007 leitete er das Institut Kirche und Judentum, welches bis 1994 an der Kirchlichen Hochschule angesiedelt war und anschließend an die Humboldt-Universität angegliedert wurde. Osten-Sacken zählt zu den Mitbegründern des Programms Studium in Israel. Zwischen 1975 und 1995 veranstaltete er in Jerusalem regelmäßig Blockseminare mit Studenten in Zusammenarbeit mit israelischen Kollegen und mit dem Institut Ratisbonne. 1987 begründete er im Rahmen der Institutsarbeit die bis heute alle zwei Jahre durchgeführte Christlich-Jüdische Sommeruniversität.
Am 28. Juni 2022 verstarb Peter von der Osten-Sacken im Alter von 82 Jahren in Berlin und wurde auf dem Friedhof Lankwitz (Grablage DI-133) beigesetzt.

## Schriften (Auswahl)
- Gott und Belial. Traditionsgeschichtliche Untersuchungen zum Dualismus in den Texten aus Qumran (Studien zur Umwelt des Neuen Testaments 6, ISSN 0585-6272). Vandenhoeck & Ruprecht, Göttingen 1969.
- Römer 8 als Beispiel paulinischer Soteriologie (Forschungen zur Religion und Literatur des Alten und Neuen Testaments 112). Vandenhoeck & Ruprecht, Göttingen 1975. ISBN 3-525-53266-0.
- als Herausgeber: Treue zur Thora. Beiträge zur Mitte des christlich-jüdischen Gesprächs. Festschrift für Günther Harder zum 75. Geburtstag (Veröffentlichungen aus dem Institut Kirche und Judentum 3), Institut Kirche und Judentum, Berlin 1977. ZDB-ID 522635-1
- Anstöße aus der Schrift. Arbeiten für Pfarrer und Gemeinden. Neukirchener Verlag, Neukirchen-Vluyn 1981. ISBN 3-7887-0662-7.
- Grundzüge einer Theologie im christlich-jüdischen Gespräch (Abhandlungen zum christlich-jüdischen Dialog 12). Christian Kaiser, München 1982. ISBN 3-459-01377-X.
- Katechismus und Siddur. Aufbrüche mit Martin Luther und den Lehrern Israels (Veröffentlichungen aus dem Institut Kirche und Judentum 15). Institut Kirche und Judentum, Berlin 1984, ISBN 3-923095-15-5 (2., überarbeitete und erweiterte Auflage. ebenda 1994, ISBN 3-923095-26-0).
- mit Pierre Lenhardt: Rabbi Akiva. Texte und Interpretationen zum rabbinischen Judentum und Neuen Testament (Arbeiten zur neutestamentlichen Theologie und Zeitgeschichte 1). Institut Kirche und Judentum, Berlin 1987. ISBN 3-923095-81-3.
- Martin Luther und die Juden. Neu untersucht anhand von Anton Margarithas „Der gantz Jüdisch glaub“ (1530/31). Kohlhammer, Stuttgart 2002. ISBN 3-17-017566-1.
- als Herausgeber: Das mißbrauchte Evangelium. Studien zu Theologie und Praxis der Thüringer Deutschen Christen (Studien zu Kirche und Israel 20). Institut Kirche und Judentum, Berlin 2002. ISBN 3-923095-74-0.
- als Herausgeber mit Chaim Z. Rozwaski: Die Welt des jüdischen Gottesdienstes. Feste, Feiern und Gebete (Veröffentlichungen aus dem Institut Kirche und Judentum 29). Institut Kirche und Judentum, Berlin 2009. ISBN 978-3-923095-38-4 (2., verbesserte und ergänzte Auflage. ebenda 2014, ISBN 978-3-938435-11-3).
- Der Gott der Hoffnung. Gesammelte Aufsätze zur Theologie des Paulus (Studien zu Kirche und Israel. Neue Folge 3). Evangelische Verlagsanstalt, Leipzig 2014. ISBN 978-3-374-03086-6.
- Ende einer Feindschaft – Beginn einer Freundschaft? Martin Luther, Altes Testament und Judentum – Aufsätze und Vorträge (Begegnungen Heft 1, 2016). Verein Begegnung Christen und Juden, Hannover 2016. ISSN 1612-4340
- Christlicher Baum und jüdische Wurzel. Zusammenhänge, Analogien und Konturen jüdischen und christlichen Gottesdienstes (Praktische Theologie in Geschichte und Gegenwart 41). Mohr Siebeck: Tübingen 2023. ISBN 978-3-16-160972-5

## Ehrungen und Auszeichnungen
Von der Osten-Sacken wurde im Jahr 2005 vom Deutschen Koordinierungsrat der Gesellschaften für Christlich-Jüdische Zusammenarbeit mit der Buber-Rosenzweig-Medaille ausgezeichnet. 2006 erhielt er vom Hebrew Union College – Jewish Institute of Religion, Los Angeles/New York den Doctor of Humane Letters honoris causa. Aufgrund seiner besonderen Verdienste um die Erneuerung der Biblischen Theologie und den jüdisch-christlichen Dialog verlieh ihm der Fachbereich Geschichts- und Kulturwissenschaften der Freien Universität Berlin im Jahr 2007 die Ehrendoktorwürde. 2016 sprach ihm der Senat von Berlin den Moses-Mendelssohn-Preis zu.